# سارة هنتر
سارة هنتر هي لاعبة تنس الكراسي المتحركة ‏ كندية، ولدت في 16 مارس 1965 في وايت روك في كندا.

## وصلات خارجية
- سارة هنتر على موقع الاتحاد الدولي لكرة المضرب (الإنجليزية)
- سارة هنتر على موقع Paralympic.org (الإنجليزية)